# Koree Nageenyaa
Koree Nageenyaa, traduzido como Comitê de Segurança da língua oromo, é uma agência secreta do governo etíope supostamente responsável por orquestrar execuções dentro da Etiópia e mais especificamente no estado regional de Oromia. Acredita-se que Koree Nageenyaa seja composto por indivíduos de alto escalão em Oromia, a maior e mais densamente povoada região da Etiópia, supostamente emitindo diretivas para detenções ilegais e execuções extrajudiciais com o objetivo de suprimir uma  rebelião.

## Liderança e estrutura
O chefe do Koree Nageenyaa é Shimelis Abdisa, presidente da Oromia. Outros membros incluem Fekadu Tessema do Partido da Prosperidade em Oromia, Ararsa Merdasa, chefe de segurança de Oromia, e "meia dúzia de outros funcionários políticos e de segurança locais". As instalações do Partido da Prosperidade são usadas para reuniões do Koree Nageenyaa.

## Propósitos
Koree Nageenyaa foi inicialmente estabelecido com o objetivo de lidar com as crescentes preocupações de segurança em Oromia. No entanto, o comitê excedeu o âmbito pretendido ao intervir ilegalmente no sistema judicial, resultando em violações generalizadas dos direitos humanos. Shimelis Abdisa, o líder do Koree Nagenyaa e presidente do estado regional de Oromia afirmou que o Koree Nageenyaa dirigiria as operações contra elementos e células inimigas.

## Procedimentos administrativos
De acordo com um ex-juiz da Suprema Corte de Oromia, os procedimentos usados pela agência são que "o Koree Nageenya se senta e decide que uma pessoa precisa ser detida. Então eles vão e a prendem sem mandado, investigação ou devido processo legal."

## Operações
Esta organização secreta supostamente iniciou suas operações nos meses seguintes à tomada de poder pelo primeiro-ministro Abiy Ahmed em 2018. O comitê foi associado a numerosos assassinatos, com relatos atribuindo dezenas de mortes às suas ordens. Além disso, as diretrizes do comitê teriam resultado em centenas de prisões. Notavelmente, um dos incidentes atribuídos ao comitê é um massacre de catorze  pastores (líderes comunitários Karrayyuu) em Oromia em 2021, que o governo havia atribuído anteriormente a combatentes do Exército de Libertação Oromo (ELO).